# Marek Gierszał
Marek Gierszał (ur. 1962) – polski aktor filmowy, reżyser i aktor teatralny.

## Życiorys
W 1988 ukończył studia w PWST w Krakowie. W tym samym roku wyjechał do Niemiec, gdzie pracuje jako reżyser teatralny. Reżyseruje także dla polskich teatrów, m.in. dla Teatru Polskiego w Szczecinie. Jest ojcem aktora Jakuba Gierszała.

## Filmografia
- 1986: ESD jako Janusz Pyziak
- 1988: Pogranicze w ogniu jako Marcin Kamiński, członek grupy Czarka
- 2006: Entführ' mich, Liebling jako strażnik
- 2006: Bettis Bescherung
- 2008: Annas Geheimnis jako Marek
- 2011: Annas Erbe jako Marek
- 2017: Wojenne dziewczyny jako Moos, oficer Abwehry
- 2022: Mój agent[1] jako Marek Kreczmar[2]
- 2022: Filip jako oficer SS[3]

## Reżyseria teatralna
- Bóg mordu Teatr im. Juliusza Słowackiego w Krakowie (2010)
- Kogut w rosole Krakowski Teatr Scena STU (2010)
- Bóg mordu Teatr Polski w Szczecinie (2011)
- Kogut w rosole Teatr Rozrywki w Chorzowie, gościnnie również rola Dave'a (2011)
- Kogut w rosole Teatr Polski w Szczecinie (2012)
- Jak wam się podoba Teatr Polski w Szczecinie (2013)
- Firma dziękuje Krakowski Teatr Scena STU (2014)
- Kogut w rosole Teatr Polski w Bielsku-Białej (2015)

## Nagrody
- 2011: XV Ogólnopolski Festiwal Komedii Talia w Tarnowie – Grand Prix dla przedstawienia Bóg mordu w Teatrze im. Juliusza Słowackiego w Krakowie
- 2013: XV Polkowickie Dni Teatru „Oblicza Teatru” – nagroda dla przedstawienia Kogut w rosole w Teatrze Polskim w Szczecinie w kategorii najlepszy spektakl komediowy